# Krzyż ku czci Aleksandra II w Sandomierzu
Krzyż ku czci Aleksandra II w Sandomierzu – pomnik upamiętniający uwłaszczenie chłopów dokonane na mocy ukazu cara Aleksandra II. 
Krzyż został wzniesiony w 1865. Wydana w Moskwie publikacja o rosyjskich pomnikach w Polsce w latach 1815–1915 podaje, że powstał z pieniędzy uzyskanych drogą składki wśród miejscowych chłopów. Tablica informacyjna w Muzeum Diecezjalnym w Sandomierzu stwierdza, że pomnik został wzniesiony w południowo-zachodnim narożu Rynku przez władze carskie.  Figura, wykonana z szarego piaskowca, miała formę strzelistej wieży w stylu neogotyckim, wznoszącej się na wysokość półtora metra. Na postumencie poniżej wieży rozmieszczono trzy płaskorzeźby. Pierwsza z nich ukazywała chłopa modlącego się przed obrazem Matki Boskiej Częstochowskiej. Na drugiej widoczne było godło rosyjskie. Trzecią był ozdobny napis Jego Cesarskiej Królewskiej Mości Aleksandrowi II, Monarsze, Carowi Wszechrusi, Królowi Polskiemu, Wyzwolicielowi Chłopów Wdzięczni Włościanie Sandomierskiego powiatu na pamiątkę 19 lutego 1864 roku. 
Po odzyskaniu niepodległości przez Polskę z pomnika usunięto ornamentykę rosyjską, zachowano jednak główne elementy konstrukcji. Został usunięty dopiero w 1928. Przetrwała  płaskorzeźba z postacią chłopa oraz krzyż łaciński pierwotnie wieńczący kompozycję. Są one przechowywane na podwórzu Muzeum Diecezjalnego w Sandomierzu. 